# Playa de San Antolín
Playa de San Antolín är en strand i Spanien.   Den ligger i provinsen Province of Asturias och regionen Asturien, i den norra delen av landet, 300 km norr om huvudstaden Madrid.